# Lussas

Lussas este o comună în departamentul Ardèche din sud-estul Franței. În 1 ianuarie 2022 avea o populație de 1.142 de locuitori.